# Belanda Viri
Die Sprache Belanda Viri (ISO 639-3: bvi; auch belanda, biri, bgamba, gumba, mbegumba und mvegumba genannt) ist eine ubangische Sprache, die von den insgesamt 16.000 Balanda Bviri im Südsudan gesprochen wird.
Die Orte, in denen diese Belanda Viri gesprochen wird, sind Bringi, Bagari, Dadu, Ngoku, Ngisa, Farajallah, Ngotakala, Ngongba, Natabo, Momoyi, und einige in Raffili, entlang der Flüsse Kuru und Iba bis zum Gebiet der Azande-Sprecher.
Zusammen mit der verwandten Sprache bai [bdj] im Südsudan bildet es die Untergruppe Bai-Viri innerhalb der Sprachgruppe Sere-Bviri-Sprachen.